# Pujada de muntanya

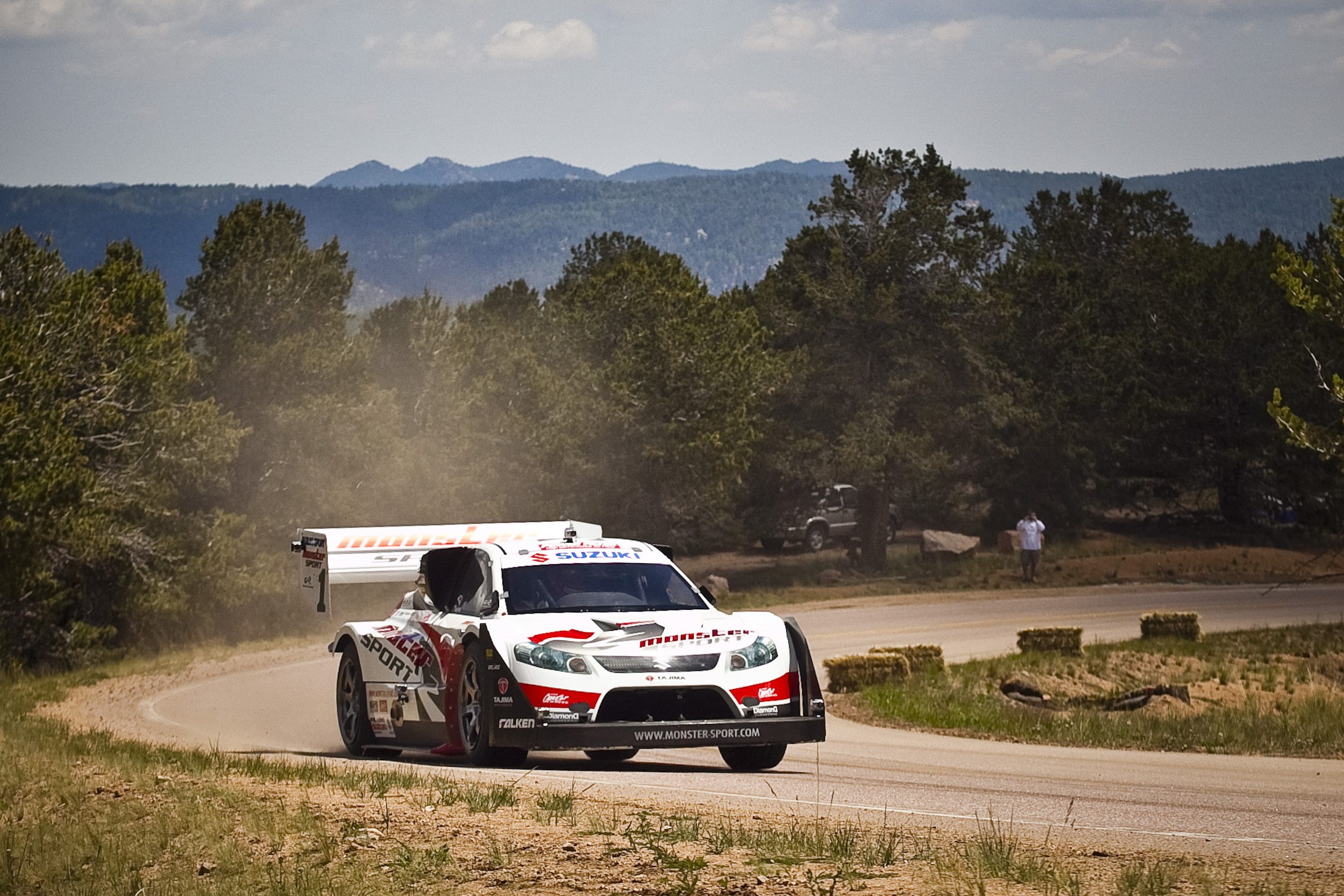
Monster Sport SX4 a la Pikes Peak de 2010

La pujada de muntanya (en anglès: Hillclimb; en francès: Course de côte) és una disciplina esportiva automobilista i motociclista de carretera, consistent en una cursa de curta durada en què els participants han de cobrir en el mínim temps possible un recorregut en pendent ascendent fins a la línia d'arribada.
Cal no confondre les pujades de muntanya contra-rellotge clàssiques amb les proves de motociclisme de fora d'asfalt anomenades també Hillclimb als EUA (i montée impossible en francès), que consisteixen a escalar un turó costerut amb una motocicleta i en què es premia aquell qui arribi més amunt sense caure.
Una altra variant de les pujades de muntanya clàssiques varen ser les pujades de muntanya TT (de "Tot Terreny", nom que rebia abans l'enduro), molt populars a Catalunya durant la dècada de 1970 i que diferien d'aquelles només pel fet de discórrer per camins forestals.

## Funcionament

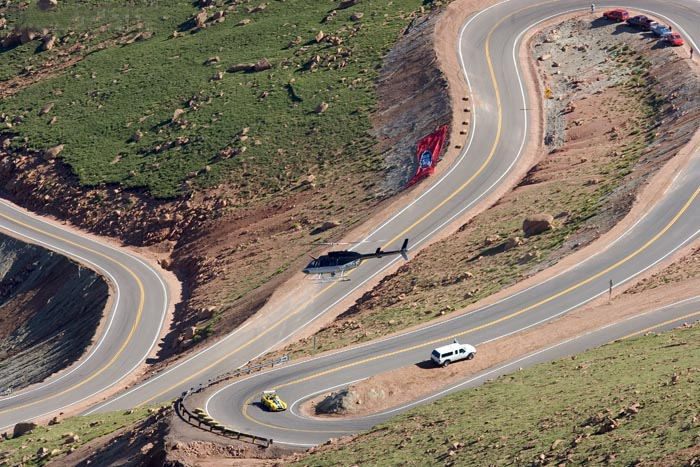
Vista d'una carretera en dia de curses

### Recorregut
Una pujada de muntanya es desenvolupa en un recorregut que generalment fa entre un i deu quilòmetres, tot i que n'hi ha de més llargues. Tal com passa en els ral·lis automobilístics, la cursa es disputa en una carretera asfaltada tancada al trànsit per a l'ocasió, per bé que determinades curses poden discórrer completament o parcial sobre terra (com ara la Pikes Peak a Colorado).
El percentatge mitjà del pendent varia segons la carretera, però sempre ha d'estar per sobre del mínim establert pel reglament vigent per a la disciplina. Lògicament, doncs, les pujades de muntanya s'acostumen a celebrar en zones muntanyoses, fent servir sovint ports de muntanya o carreteres de fort desnivell, amb un traçat sinuós que posa a prova el domini de la frenada i la ràpida acceleració, enllaçant viratges tancats amb curtes rectes.

### Cursa
Els participants surten d'un en un per torns de la part inferior del recorregut i miren de ser els més ràpids en pujar. Un cop tots els cotxes i/o motocicletes han acabat la seva ascensió, un vehicle de l'organització s'encarrega d'anar-los traslladant cap avall, que és on acostuma a estar instal·lat el parc tancat.
Una pujada de muntanya es desenvolupa habitualment al llarg d'un cap de setmana o bé en un sol dia si la llargada del recorregut i el nombre de participants ho permeten. Els competidors disposen de diverses tandes d'entrenament (generalment dues o tres), prèvies a les ascensions "oficials" (dues o tres també, anomenades mànegues), que són les que compten per al resultat final.

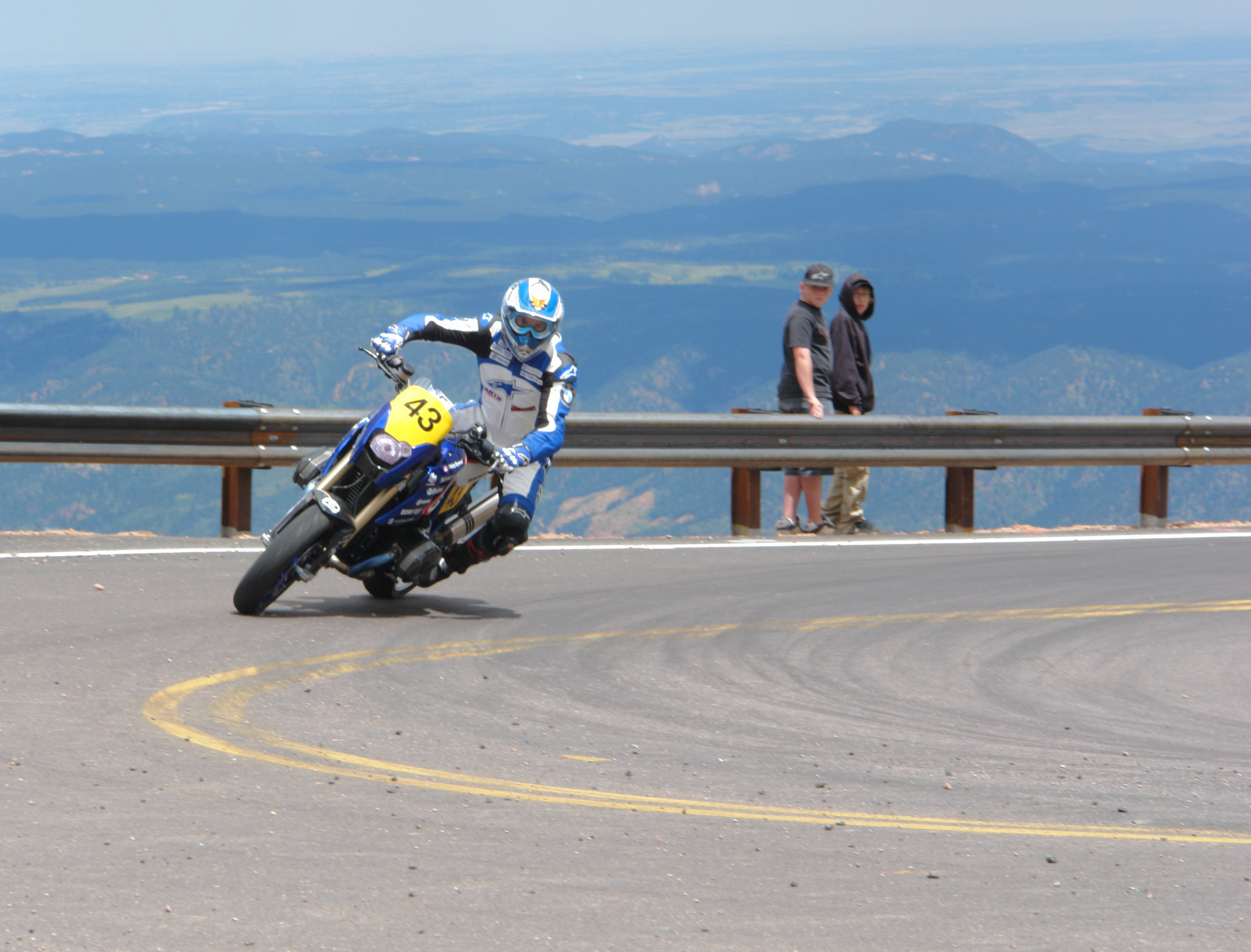
Una BMW a la Pikes Peak de 2007

Un cop cronometrades les dues o tres mànegues de cada pilot, el resultat final pot ésser determinat bé pel millor temps aconseguit, bé per la suma de totes les mànegues o bé pel temps mitjà, depenent del reglament de la cursa. Per exemple, a Luxemburg i a França es té en compte només la mànega més ràpida, a Suïssa es computen les dues millors de tres i a Alemanya se sumen els temps assolits en quatre mànegues.

### Vehicles
Els vehicles que participen en aquestes competicions poden pertànyer a categories diferents: Les motocicletes poden ser de sèrie o bé de competició, separades per cilindrada (fins a 250 cc, fins a 500 cc, fins a 750 cc, etc.), mentre els automòbils poden ser de tipus Turisme, Gran Turisme, Sport-Prototipus o Monoplaça.
Les carreteres de muntanya afavoreixen sobretot els vehicles amb molta potència i parell motor, capaços de produir una potent acceleració. És habitual, doncs, que la victòria se l'enduguin sovint en totes les categories monoplaces de Fórmula 3000 i fins i tot algun dels pocs Fórmula 1 que rarament hi participen. Entre el Sport-Prototipus, els més reeixits són els Osella i els Norma.
També hi ha sovint categories reservades per a vehicles històrics (de 25 a 30 anys o més), que disposen també de campionats específics.

## Campionats
S'organitzen campionats de pujades de muntanya a diversos països, especialment en aquells que disposen d'una orografia adient. Alguns països europeus com ara França o Alemanya celebren campionats d'alt nivell que apleguen nombrosos participants i vehicles espectaculars. Hi ha també altres campionats estatals que reuneixen una bona concurrència tot i ser menys coneguts, com ara els de Bèlgica, Itàlia, Espanya o Àustria.
El campionat de Suïssa havia consistit en curses dins de circuit tancat i en pujades de muntanya, però a partir del 2007 es varen començar a comptabilitzar per separat ambdues disciplines.
La Federació Internacional d'Automobilisme organitza anualment un campionat i una Copa d'Europa, així com una "challenge" internacional.

## Pujades de muntanya als Països Catalans

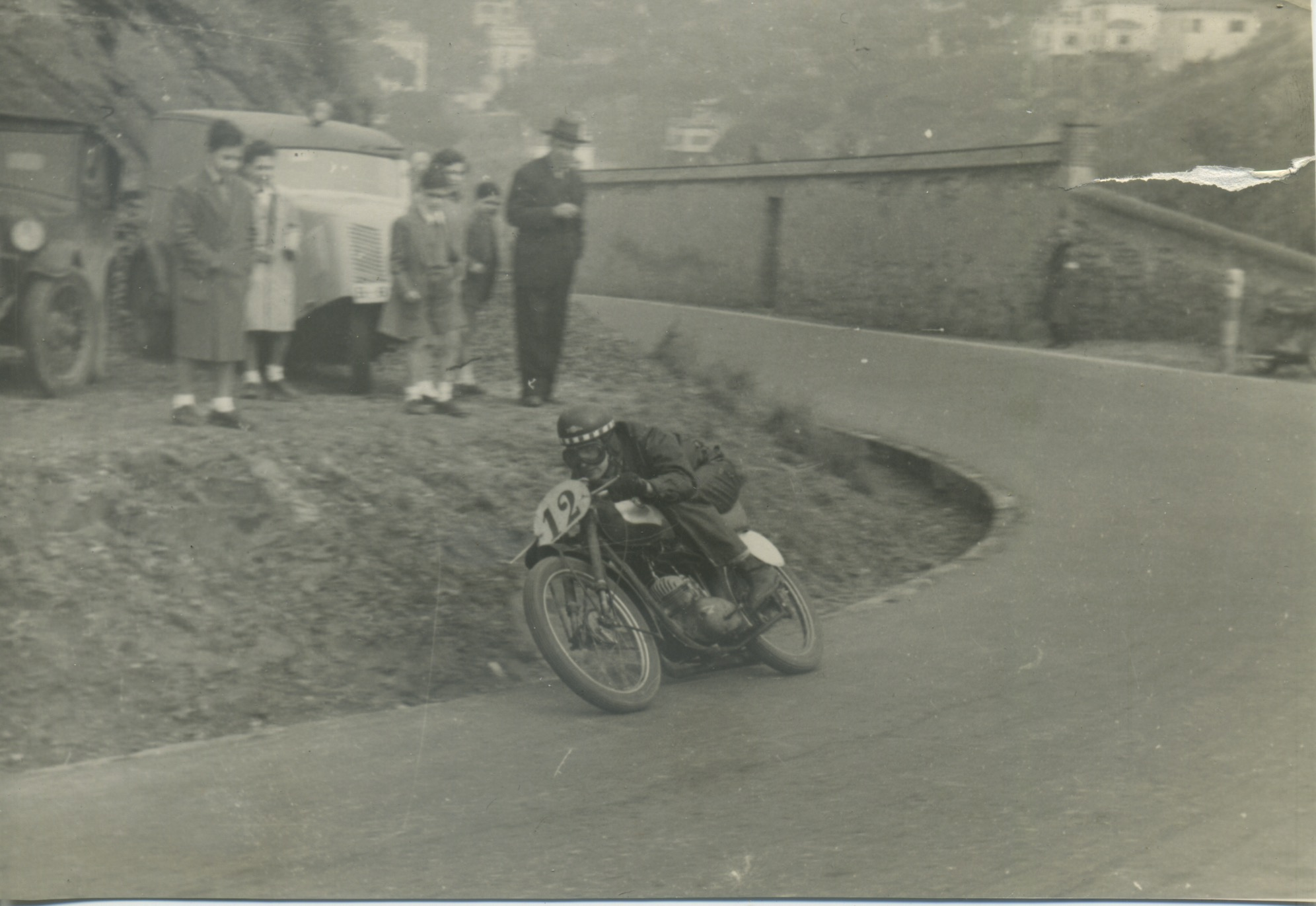
Paco Tombas a la pujada a Vallvidrera de 1954

La primera pujada de muntanya celebrada al Principat fou la dels Brucs, estrenada el 1913. El 1922 s'estrenà la pujada a la Rabassada (una clàssica que es disputà fins a 1983) i el 1924 es feu la primera edició de la de Montserrat (disputada fins a 1980). El 1928 es creà també la Sant Cugat-Tibidabo, i poc després la pujada a Vallvidrera. En qüestió de pocs anys les pujades es multiplicaven per tot el territori: a les ja esmentades cal afegir-hi les de Santa Creu d'Olorda, Begues, Can Massana, Les Ventoses, Desert de les Palmes, Les Maioles, Sant Feliu de Codines, Pont de Vilomara, Collformic, El Farell i Vilassar de Dalt entre d'altres.
L'època daurada d'aquesta mena de curses al conjunt dels Països Catalans varen ser les dècades de 1960 i 1970, quan les pujades van gaudir de gran popularitat i esdevingueren una alternativa assequible a la modalitat dels ral·lis, molt més complicada d'organitzar. El format tradicional aleshores incloïa dues pujades d'entrenaments i dues de competició. Durant aquells anys foren molt populars les pujades al Puig Major i al Montseny, estrenades consecutivament el 1963 i el 1964. Pel que fa als pilots, durant la dècada de 1960 n'hi havia un seguit d'especialistes en pujades motociclistes, entre els quals Carles Giró (que en guanyà moltes amb l'OSSA 250), Ricard Fargas, conegut com a Rei de la muntanya pel seu domini de l'especialitat amb Ducati i els pilots de Montesa Carles Rocamora i Josep Maria Arenas. De fet, era habitual debutar en competició tot corrent una pujada, com fou el cas de Salvador Cañellas, qui s'estrenà a la de Les Ventoses a 16 anys.
Ja a la dècada de 1970, pilots com ara Benjamí Grau, Eduard Carol, Quique de Juan o Josep Maria Mallol s'especialitzaren també en les pujades, i a la de 1980 ho varen fer entre d'altres Josep Pladevall i Carles Kotnik. Pel que fa als pilots d'automobilisme, el més destacat durant dècades fou Joan Fernández, amb dos títols de Campió de Europa entre molts altres èxits. Cal esmentar també Geni Baturone, Fermí Vélez o l'andorrà Joan Vinyes.
Finalment, al tombant de la dècada de 1980, l'escalada progressiva de potències dels vehicles i la dificultat d'organització d'aquestes curses (ja que requereixen tallar al trànsit una carretera) feren que se'n deixessin de celebrar moltes, amb la qual cosa l'especialitat decaigué sensiblement.